# Роман Мстиславич

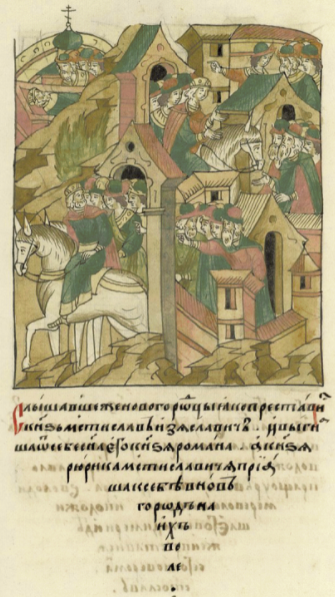
Новгородцы выгоняют Романа и принимают Рюрика Киевского

Рома́н Мстисла́вич Га́лицкий (около 1150 — 19 июня 1205) — князь новгородский (1168—1170), волынский (1170—1187, 1188—1199), галицкий (1188), первый князь галицко-волынский (1199—1205), великий князь Киевский (1201, 1204). Галицко-Волынская летопись титулует его «самодержцем всея Руси» и также называет «(царём) в Руской земли». В Ипатьевской летописи под 6709 (1201) годом называется «великим князем Романом» и «самодержцем всея Руси».
Старший сын волынского, а затем великого киевского князя Мстислава Изяславича и польской княжны Агнешки, дочери Болеслава III Кривоустого.

## Ранняя биография
Польский хронист Винцентий Кадлубек свидетельствует, что Роман воспитывался в Польше при дворе малопольского князя Казимира Справедливого, брата Агнешки, но в то время Казимир не был политически значимой фигурой, вероятнее всего Роман воспитывался при дворе её старших братьев Болеслава Кудрявого или Генриха Сандомирского. Согласно версии О. Головко Роман провёл в Польше около 12 лет, с 1155 года (когда Мстислав Изяславич бежал с семьёй в Польшу) по 1167 год.

### Новгородское княжение
После смерти смоленского князя Ростислава Мстиславича и вокняжения на киевский престол Мстислава Изяславича новгородцы в 1168 году проводили от себя Святослава Ростиславича и пригласили на княжение Романа. Первый поход был проведён против полоцких князей, союзников Андрея Боголюбского — главного соперника отца Романа в борьбе за Киев. Земля была разорена, войска не дошли до Полоцка 30 вёрст. Затем Роман атаковал Торопецкое княжество смоленских Ростиславичей, также союзников Андрея.
В преддверии походов Андрея и его союзников на Киев и Новгород отец послал на помощь Роману войско во главе с Михаилом Юрьевичем (младшим братом Боголюбского), а чёрные клобуки были перехвачены Ростиславичами по дороге.
Подчинив себе в 1169 году Киев, Андрей организовал поход на Новгород. Зимой 1170 года пришли к городу Мстислав Андреевич, Роман и Мстислав Ростиславичи, Всеслав Василькович Полоцкий, а также рязанский и муромский полки. К вечеру 25 февраля Роман во главе новгородцев победил суздальцев и их союзников, пленил их во множестве, что продавали их за бесценок (по 2 ногаты).
Однако вскоре в Новгороде наступил голод, и новгородцы предпочли заключить мир с Андреем «на всей своей воле» и пригласили на княжение Рюрика Ростиславича, а ещё через год — Юрия Андреевича.

## Княжение на Волыни
В августе 1170 года, после смерти отца, Роман вынужден был уйти из Новгорода и вокняжился во Владимире-Волынском. При этом его дядя Ярослав Изяславич, продолжая править в Луцке, возглавлял всю землю Волынскую в своей борьбе за Киев.

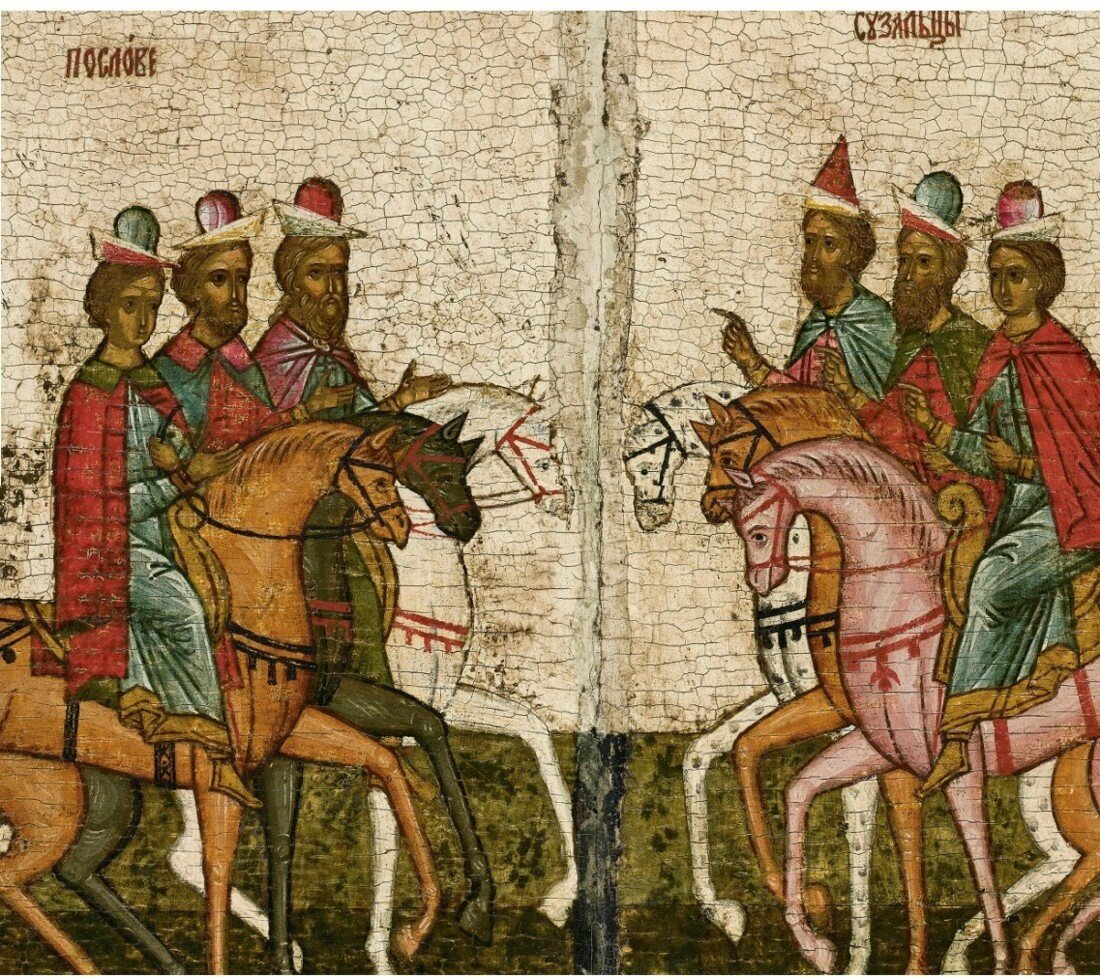
Встреча послов перед битвой 1170-го. Со стороны Новгородцев (описание слева направо): Роман Великий, посадник Якун, Даньслав Лазутинич; со стороны суздальцев (справа налево): Мстислав Андреевич, братья Мстислав Храбрый и Роман I Смоленский

В 1187—1189 годах, в традиционно союзном Волыни с момента её обособления от Киева (1154) Галицком княжестве, происходила борьба за власть, связанная с тем, что Ярослав Осмомысл завещал престол незаконнорожденному сыну, Олегу. Но и законный сын Владимир Ярославич не устроил галичан, и они в 1188 году призвали на княжение Романа, который оставил княжить на Волыни своего брата Всеволода Мстиславича. Владимир привёл на помощь венгерского короля Белу, но тот воспользовался перевесом сил и посадил в Галиче своего сына Андраша. Романа поддержал его тесть, Рюрик Ростиславич, но совместный поход не принёс успеха, а киевский князь Святослав Всеволодович поставил условием своей помощи в борьбе за Галич уступку ему смоленскими Ростиславичами всей Киевщины, а после отказа даже вмешался в борьбу за Галич для себя лично, но так же безуспешно. В ознаменование заключённых в ходе усобицы союзов Роман выдал одну свою дочь замуж за сына Владимира галицкого, другую — за внука Святослава, Михаила Всеволодовича. Рюрик лишь оказал Роману дипломатическую поддержку для возвращения во Владимир-Волынский, который Всеволод теперь не хотел уступать. При вмешательстве германского императора Фридриха I Барбароссы в Галич вернулся Владимир Ярославич, признавший (как и Рюрик Ростиславич), старшинство своего дяди по матери, владимиро-суздальского князя Всеволода Большое Гнездо.

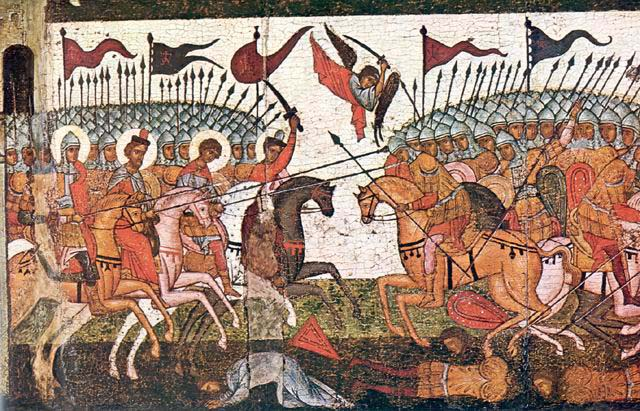
Битва новгородцев и суздальцев в 1170 году, фрагмент иконы 1460 года

В 1194 году умер Святослав Всеволодович, киевский престол занял Рюрик, а Роман получил от него пять городов на Киевщине: Торческ, Треполь, Корсунь, Богуслав, Канев. В апреле 1195 года умер Всеволод Мстиславич, что привело к росту политического влияния Романа на Волыни и вызвало беспокойство Всеволода Большое Гнездо. Он вытребовал себе волость Романа, отдав из неё Торческ сыну Рюрика Ростиславу. Так Всеволод разрушил союз южных Мономаховичей, чтобы не утратить влияния на южные дела. В ответ Роман поссорился с тестем и даже развёлся с женой, Предславой Рюриковной, после чего вступил в тайный союз с претендовавшим на Киев черниговским князем Ярославом Всеволодовичем. Рюрик Ростиславич узнал об этом и объявил зятю войну. Роман обратился за помощью к своим польским родственникам.
С 1194 года Роман был союзником малолетних сыновей умершего малопольского князя Казимира Справедливого. Старший из них, Лешек Белый, стал краковским князем, но его власть оспаривал дядя, Мешко Старый. Желая упрочить положение своих союзников и тем самым обеспечить себе их помощь в предстоящей войне с Рюриком Ростиславичем, Роман вмешался в польскую усобицу и сражался на стороне Казимировичей в жестокой и кровопролитной битве на реке Мозгаве (13 сентября 1195), где были серьёзно ранены и сам Роман, и его главный противник Мешко Старый. Как рассказывают польские хронисты, сражение не принесло решающего успеха ни одной из сторон, однако помощь Романа всё-таки помогла Казимировичам избежать разгрома и отразить притязания дяди на Краков.
По возвращении из Малой Польши Роман сумел примириться с Рюриком Ростиславичем, который даже предоставил бывшему зятю в держание небольшую волость на Киевщине. Год спустя, осенью 1196 года, Роман выступил на стороне черниговского князя Ярослава Всеволодовича, претендовавшего на Киев, и приказал своим людям разорять земли Рюрика Ростиславича, который, в свою очередь, организовал нападение войск Владимира Галицкого, Мстислава Романовича и Ростислава Рюриковича на земли Романа сразу с двух сторон, у Перемиля и у Каменца. Они не сумели продвинуться вглубь его владений, но в это время Давыд Смоленский и Всеволод Большое Гнездо вторглись в Черниговское княжество и, хотя и не преодолели обороны Чернигова и засек на северо-востоке княжества, Всеволод заключил с Ольговичами сепаратный мир, фактически бросив Рюрика перед лицом их с Романом союза.
Зимой 1196—1197 годов Роман предпринял карательный поход в землю ятвягов, которые устраивали набеги на его владения.

## Объединение Волынского и Галицкого княжеств
В 1199 или в начале 1200 года (точная дата неизвестна) умер галицкий князь Владимир Ярославич, не имевший законнорождённых сыновей. Роман в благодарность за участие в битве на Мозгаве получил польскую помощь, осадил Галич и заставил галичан принять его на княжение. Ипатьевская летопись повествует, что Роман изгнал двух бояр — «Кормиличичей» (то есть сыновей человека, занимавшего ранее в Галиче важную должность «кормильца»), поскольку они выступали за приглашение в Галич сыновей Игоря Святославича Черниговского, внуков Ярослава Осмомысла по матери. Грушевский М. С. отмечает, что союз Рюрика с Ольговичами по вопросу передачи Галича Игоревичам мог сложиться уже тогда.
Польский хронист Винцентий Кадлубек, младший современник Романа, свидетельствует, что Роман проводил в Галиче политику террора против местных бояр: одних он уничтожил, предав разного рода жестоким казням, другие сами в страхе разбежались по всем окрестным землям. Советские историки утверждали также, хотя и без опоры на первоисточники, что Роман конфисковывал боярские земли. Хрусталёв Д. Г. рассматривает весь период с пресечения первой галицкой династии до середины XIII века как борьбу разных княжеских линий за Галич, в которой под ударом неизменно оказывались интересы галицкой знати и Галицкой земли в целом. Во всяком случае, гонениям (включая казни и конфискации) в каждом случае могла подвергаться одна из противоборствующих партий в самом Галиче.

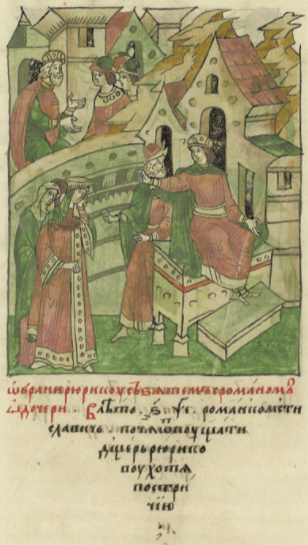
Роман отпускает от себя жену — дочь Рюрика

Вскоре после захвата Галича Роман вступил во второй брак. Ни имя, ни происхождение его второй жены неизвестны.

### Установление контроля над Киевом
Рюрик Ростиславич в союзе с Ольговичами в 1201 году стал готовить поход на Галич. Однако Роман опередил его, неожиданно появившись на Киевщине во главе волынских и галицких полков. Рюрик вынужден был оставить Киев, где Роман посадил княжить своего двоюродного брата Ингваря Ярославича. Эти события известны по Лаврентьевской летописи, отражающей (при посредстве свода 1305 года) летописание времён Всеволода Большое Гнездо, и в которой отмечено решающее влияние князя Всеволода на перемену власти в Киеве. Аналогично представлено в них вокняжение в Киеве Рюрика в 1194 году. В историографии нет тенденции буквально принимать эти сведения летописи.
Зимой 1201—1202 годов Роман провёл поход в половецкие степи, тем самым оказав помощь своему союзнику, византийскому императору Алексею III Ангелу. В результате, половцы покинули Фракию, Роман захватил огромную добычу и «множество душ христианских отполони от них», за что удостоился сравнения летописью со своим предком Владимиром Мономахом. 2 января 1203 года Рюрик Ростиславич в союзе с Ольговичами и половцами взял Киев, причём союзники подвергли город жесточайшему разграблению. Уже в феврале Роман осадил Рюрика в Овруче. Был заключён мир, по которому Рюрик вернулся в Киев ценой отречения от Ольговичей и половцев и признания старшинства не только Всеволода Большое Гнездо (как ранее), но и детей его.
Затем в лютую зиму Роман вместе с Рюриком, Мстиславом Мстиславичем Удатным и сыном Всеволода Большое Гнездо Ярославом, князем переяславским, провели новый успешный поход против половцев, а во время последующих переговоров в Треполе о волостях Роман захватил Рюрика и постриг его в монахи, вместе с его женой Анной и дочерью Предславой (своей бывшей женой). Двух сыновей Рюрика Роман увёл как пленников в Галич, но после принятия посольства от Всеволода Большое Гнездо отпустил их; старший, Ростислав Рюрикович, женатый на дочери Всеволода, стал великим киевским князем.
Грушевский М. С. видит картину событий таким образом, что Рюрик при пострижении в монахи был лишён всех владений на Киевщине, и поэтому неслучайно определение летописью Романа как «самодержца всея Руси», подобно тому, как был определён Ярослав Мудрый в 1036 году. И рассматривает Романа и Всеволода Большое Гнездо как союзников, поскольку Роман своими ударами по Рюрику и половцам ослаблял их союз с Ольговичами.

## Дипломатия Романа Мстиславича
Во внешней политике Романа Мстиславича сочетаются элементы древнерусской и европейской политической традиций. Поэтому он подобно русским князьям воюет и совершает завоевательные походы в Польшу и литовские земли, но, в то же время, уже наблюдаются «островки средневековой дипломатии» — попытки Романа Мстиславича влиться в европейский мир, стать полноправным его членом.

### Бегство в Галич византийского императора Алексея III
О бегстве в Галич из осаждённого крестоносцами Константинополя императора Алексея III Ангела сообщает польский хронист второй половины XV века Ян Длугош: «Аскарий же, константинопольский император, после взятия города [крестоносцами] перебрался к Понтийскому морю, в Терсону, а оттуда впоследствии прибыл в Галацию, или Галицкую землю, которая является частью Руси, до сих пор состоящей под Польским королевством, и, будучи милостиво и благосклонно принят и размещён князем Руси Романом, некоторое время пребывал там».
В «Новой церковной истории» после сообщения о захвате Византии крестоносцами итальянский церковный историк дель Фиадони пишет: «Во время же её падения правил Аскарий, как пишет Кузентин, который немедля сам направился через Чёрное море в Херсонес и оттуда отправился в Галатию, что ныне есть часть Руси». Как следует из приведённой цитаты, известие о бегстве Аскария заимствовано из ещё более раннего источника — хроники Кузентина, — которая является продолжением Анналов архиепископа Ромоальда из Салерно, завершённым архиепископом Козенцы Томазо из Леонтино в 1267—1272 годах.
Польский историк И. Граля считает, что Кузентин и Фиадони, а вслед за ними Длугош и другие хронисты перепутали древнерусский Галич и Галицию с другой исторической областью с созвучным названием — Галатией, расположенной в Малой Азии, а под императором Аскарием в действительности скрывается будущий никейский император Феодор I Ласкарис. Исходя из этого, Граля делает вывод, что в сообщении Фиадони и Длугоша речь идёт не о пребывании Алексея Ангела в Херсонесе Таврическом и Галиче, а о пребывании Феодора Ласкариса в Херсонесе Фракийском и в малоазийской Галатии.
По мнению А. В. Майорова, в Италии, несомненно, различали малозийскую Галатию (Galathae), входившую в состав Конийского султаната, и русскую Галицию (Rutenia sive Gallacia). В частности, эти области различаются на морских навигационных картах (портоланах), например, на карте Ангелино де Далорто 1325—1330 годов. Западноевропейские и итальянские источники XIII—XIV веков (Генуэзские и Пизанские анналы, Хроника Салимбене де Адам и др.) проводят чёткое различие между императором Алексеем III и другими правителями, принявшими титул императора, в частности Феодором Ласкарисом, никогда не правившим в Константинополе. Использование Кузентином и Фиадони имени Аскарий применительно к Алексею III объясняется широкой известностью в Западной Европе представителей династии Ласкарисов, правивших в Никее, ввиду их многолетней борьбы с Латинской империей.
По свидетельству латинской анонимной хроники, известной под названием «Балдуин Константинопольский», составленной не позднее 1219 года, крестоносцы не могли отыскать императора Алексея III в захваченном Константинополе, «так как вместе с пятью тысячами людей [он] бежит к Иоанну, королю Валахии». Согласно А. В. Майорову, после августа 1203 и до апреля 1204 года, когда Алексей III находился в Болгарии с целью поиска военных союзников против крестоносцев, у него было достаточно времени и возможностей для прямых контактов с Романом Мстиславичем и даже для личного посещения Галича. В пользу этого могут свидетельствавать данные о военном и династическом союзе Алексея и Романа, а также традиционно активная роль Галича в поддержке претендентов на византийский и болгарский престолы.

### Брак с принцессой Ефросиньей-Анной (Марией)
Союз Романа с Алексеем III был скреплён браком галицко-волынского князя с Ефросиньей-Анной, дочерью императора Исаака II Ангела. В летописи сведения о её имени и происхождении отсутствуют, летописец называет вдову Романа просто «княгиней Романовой»: «приѣха Берестьѧне ко Лестькови и просиша Романовъıи кнѧгин̑и дѣтиї». В настоящее время распространены две версии происхождения княгини Романовой. Согласно «славянской» версии Анна приходилась родственницей одному из представителей волынского боярства, возможно, боярину Мирославу. Отчасти это основано на летописном известии, в котором Мирослав назван «дядькой» Даниила Романовича.
Версию о византийском происхождении жены Романа Мстиславича в настоящее время поддерживают, среди прочих, Л. В. Войтович, Д. Домбровский (который называет вторую жену Романа Марией) и А. В. Майоров. Согласно варианту этой версии, представленному А. В. Майоровым, Анна (или Мария, или Ефросинья) была рождённой около 1187 года дочерью Исаака II и Маргариты Венгерской. Рождение первенца, таким образом, датируется 1201 годом (когда принцессе было 14—15 лет). Логичным аргументом является появление именно после второго брака в роду волынских Изяславичей (Романовичей) нехарактерных (преимущественно, греческого происхождения) имён: Ираклий, Лев, Шварн (сыновья Даниила) и т. д. Д. Домбровский, соглашаясь с «византийской» версией, не готов поддержать конкретную филиацию жены Романа.

## Гибель

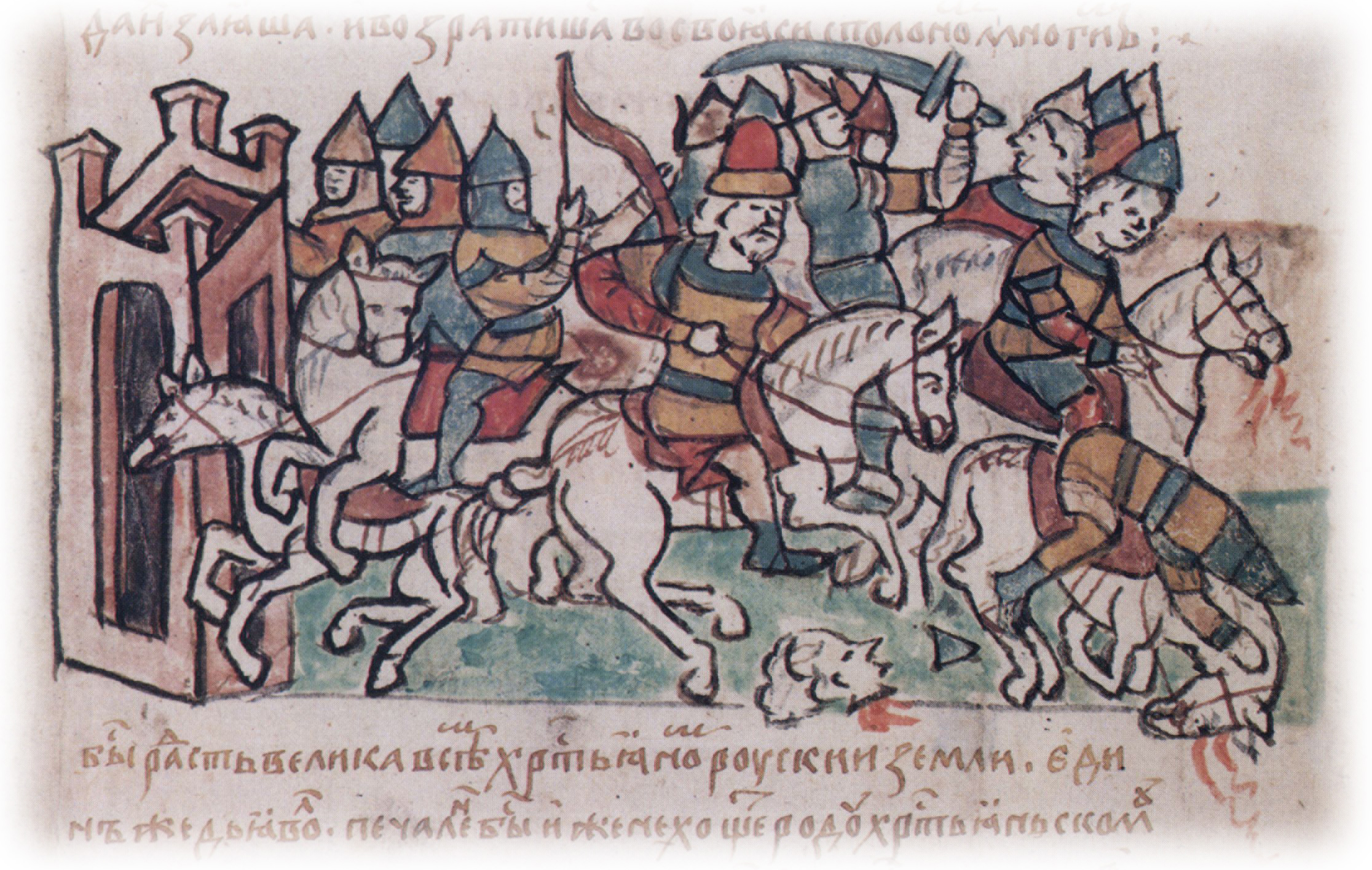
Поход Романа Великого, Рюрика Ростиславича, Ярослава Переяславского на половцев

В 1205 году Роман по какой-то причине разорвал многолетний союз с Лешеком Белым и его братом Конрадом, вторгся в Малую Польшу, взял два города и остановился на реке Висле близ города Завихоста. Здесь, отъехав с малым отрядом от главных сил, Роман неожиданно был атакован поляками и погиб в бою. Воображение польских хронистов превратило эту стычку в грандиозное сражение (битва при Завихосте). По версии позднего польского историка Яна Длугоша, тело Романа после боя осталось в руках поляков и было погребено в Сандомире, но впоследствии выкуплено «русской знатью» и перезахоронено во Владимире Волынском. Доказано, однако, что это позднее известие является заведомо ложным. Согласно Лаврентьевской летописи, передающей летописный свод 1305 года, Роман был похоронен в Галиче, в церкви Успения Богородицы.
Ян Длугош упоминает битву под Суходолом, фактически относящуюся к борьбе между Романовичами и наследниками Лешека Белого в начале 1240-х годов за контроль над Люблинской землёй. Гибель Романа в Польше могла иметь место во время похода в Саксонию против Оттона Брауншвейгского в поддержку Филиппа Швабского в их борьбе за власть в Священной Римской империи после смерти Генриха VI (1197).
Также Роман поддерживал Андраша II против его старшего брата Имре (братья Маргариты Венгерской, второй жены Исаака II Ангела) в борьбе за власть в Венгрии после смерти их отца Белы III (1196). 30 ноября 1204 года Роман Мстиславич и Андраш II заключили соглашение о взаимной помощи и патронате над детьми обоих правителей в случае преждевременной смерти одного из них.
После гибели Романа в Галицко-Волынском княжестве началась 40-летняя борьба за власть, завершившаяся полной победой его сыновей и новым объединением княжества.

## Татищевские известия

### «Имперский проект» Романа Мстиславича
В «Истории Российской» В. Н. Татищева содержатся шесть совершенно оригинальных (не подтверждаемых известными летописями) рассказов о Романе Мстиславиче: под 1182, 1195, 1197, 1203, 1204, 1205 годами. Время от времени эти татищевские известия используются историками наравне с обычными летописными (чаще не в полном объёме, но выборочно). Недавно весь цикл стал предметом тщательного разбора.
В прошлом наибольший резонанс в литературе вызвал помещённый под 1203 годом рассказ о проекте политического переустройства всех русских земель, составленном Романом. Киевский князь должен был «землю Русскую отовсюду оборонять, а в братии, князьях русских, добрый порядок содержать, дабы един другого не мог обидеть и на чужие области наезжать и разорять». Роман обвиняет младших князей, пытающихся захватить Киев, не имея сил для обороны, и тех князей, которые «приводят поганых половцев». Затем излагается проект выборов киевского князя в случае смерти его предшественника. Выбирать должны шесть князей: владимирский, черниговский, галицкий, смоленский, полоцкий, рязанский; «младших же князей к тому избранию не потребно». Таким образом, проект Романа напоминает строй Священной Римской империи (что первым отметил уже сам Татищев). Шесть крупнейших княжеств: Владимирское (первая публикация текста Татищёва не уточняет о каком именно княжестве имеется ввиду, вероятно Володимерское; Во второй публикации текст изменили на княжество Суздалькое), Черниговское, Галицкое, Смоленское, Полоцкое и Рязанское должны были передаваться по наследству старшему сыну и не дробиться на части, «чтобы Русская земля в силе не умалялась». Роман предлагал созвать княжеский съезд для утверждения этого порядка и выборности великого князя киевского.
М. С. Грушевский полагал, что известие о «Романовом предложении» является татищевским фальсификатом: «Этот проект принадлежит, конечно, XVIII, а не XIII в.». Текстологическую аргументацию в пользу этой точки зрения можно найти у некоторых современных историков. Иначе подошёл к проблеме современный украинский историк О. Купчинский, который счёл возможным включить перепечатки текстов из обеих редакций татищевской «Истории» в фундаментальный свод «Акты и документы Галицко-Волынского княжества ХІІІ — первой половины XIV ст.» (разместив их, правда, среди «неаутентичных» актов и документов).

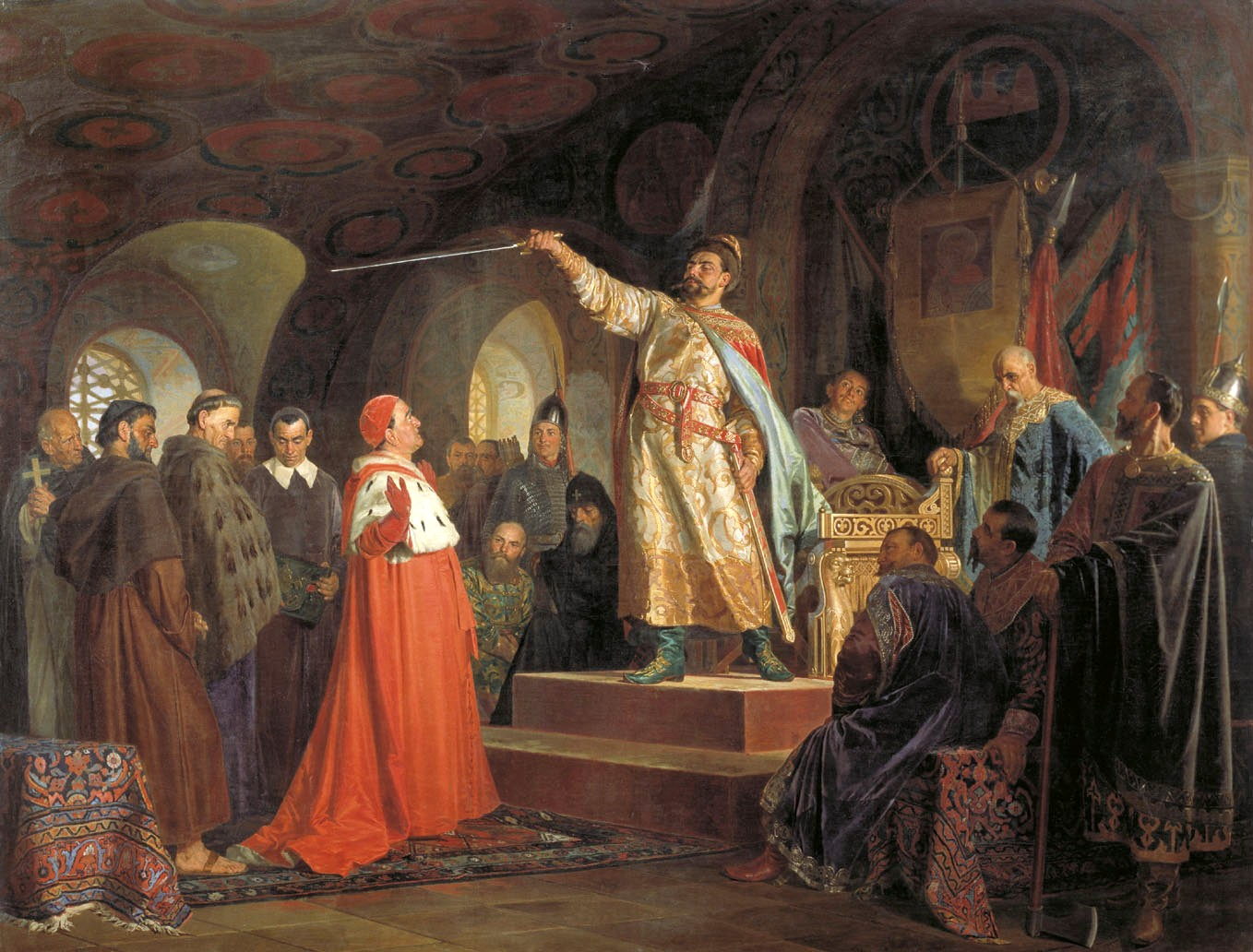
Роман Галицкий принимает послов папы Иннокентия III. Картина Н. В. Неврева (1875 г.)

Среди современных историков отношение к тексту проекта остаётся неоднозначным. Б. А. Рыбаков писал, что проект основан на некоей «летописи Татищева», которая не сохранилась до наших дней, поэтому он был склонен доверять историку XVIII века. Л. В. Войтович представляет данный проект как характерный для Руси пример т. н. «доброго порядка», объясняя его «имперскую» интерпретацию Романом Мстиславичем связями последнего со Священной Римской империей. А. В. Майоров отмечал, что практика «предварительного голосования» в узком кругу князей — это явление, которое было характерно для Древней Руси ещё периода правления Мономаха. «Проект» Романа Мстиславича вытекает из практики, которую В. Т. Пашуто и Н. Ф. Котляр называют «коллективным сюзеренитетом» — совместным, коалиционном управлением (в каком-то смысле даже надзором) Киевом, что было характерно для Руси периода раздробленности, поэтому решение общерусских проблем «старшими» князьями — в данном случае, князьями-выборщиками — это вполне нормальное явление для Древней Руси.

### Прибытие папских послов
Часто используется историками, начиная с Карамзина, татищевское известие о папском посольстве к Роману под 1204 годом. Татищев писал, что папа (судя по дате, это мог быть только Иннокентий III) предлагал Роману королевскую корону при условии перехода в католичество. Однако Роман отказался и сохранил православную веру. Эта история получила широкую известность благодаря балладе А. К. Толстого «Роман Галицкий» и картине Н. В. Неврева на тот же сюжет.

## В «Слове о полку Игореве»
А ты, храбрый Роман, и Мстислав! Храбрые замыслы влекут ваш ум на подвиг. Высоко летишь ты на подвиг в отваге, точно сокол, на ветрах паря, стремясь птицу в дерзости одолеть. Ведь у ваших воинов железные паворзи под шлемами латинскими. Потому и дрогнула земля, и многие народы — хинова, литва, ятвяги, деремела и половцы — копья свои побросали и головы свои склонили под те мечи булатные.
Ингварь и Всеволод и все три Мстиславича — не худого гнезда шестокрыльци! Не по праву побед расхитили себе владения! Где же ваши золотые шлемы, и копья польские, и щиты? Загородите Полю ворота своими острыми стрелами, за землю Русскую, за раны Игоря, храброго Святославича!

## Брак и дети

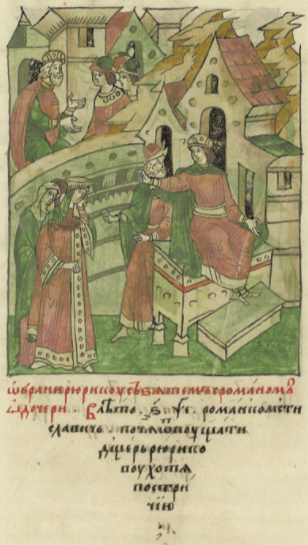
Роман решил отпустить Предславу

- 1-я жена: 1170—1180[8] Предслава, дочь Рюрика Ростиславича, великого князя Киевского (развод не позднее лета 1195 года).
- 2-я жена: с ок. 1197 Анна . Версии происхождения:
- 1) А. В. Майоров на основании исследования византийских и других иностранных источников доказывал, что Анна была Анной-Марией, дочерью византийского императора Исаака II Ангела и его первой жены Ирины и сестрой жены Филиппа Швабского[34].
- 2) Н. И. Костомаров называет её названой сестрой венгерского короля Андраша II[45][46]
- 3) Украинский исследователь Н. Ф. Котляр делает предположение, что Анна приходилась родственницей (возможно, сестрой) одному из «великих» волынских бояр, Мирославу[27].

Дети:
От брака с Предславой:
- Феодора — c 1187/1188 замужем за Василько, сыном Владимира Ярославича Галицкого. Из-за интриг её отца муж был вынужден бежать из Галича, причём галичане помешали ей уехать вместе с мужем в изгнание, и брак был фактически расторгнут[47]
- Елена? — с 1188—1211 годов замужем за Михаилом Всеволодовичем, сыном Всеволода Чермного. По версии, датирующей рождение Михаила 1185 годом, брак состоялся в 1211 году[48], и Елена могла быть дочерью второй жены Романа.

От брака с Анной:
- Даниил Романович Галицкий (1201—1264), князь Галицко-Волынский, король Руси с 1254 года.
- Василько Романович (1203—1269) — князь Белзский 1207—1211, Берестейский 1208—1210, 1219—1228, Перемышльский 1209—1218, Пересопницкий 1225—1229, Луцкий 1229—1238, Владимиро-Волынский с 1238.
- Саломея Романовна — первая жена Святополка Померанского

## Память
- Именем Князя Романа названы:
  - Улица во Львове.
  - Улица в Киеве (до 2022 — улица генерала Жмаченко)[49].
  - 14-я отдельная механизированная бригада им. Романа Великого.